# Sokołów (województwo lubuskie)
Sokołów (niem. Zöcklau) – wieś w Polsce położona w województwie lubuskim, w powiecie nowosolskim, w gminie Kożuchów.
W latach 1975–1998 miejscowość położona była w województwie zielonogórskim.

## Nazwa
Pierwsze udokumentowane wzmianki o wsi Sokolow pojawiają się w 1295 r.
W księdze łacińskiej Liber fundationis episcopatus Vratislaviensis (pol. Księga uposażeń biskupstwa wrocławskiego) spisanej za czasów biskupa Henryka z Wierzbna w latach 1295–1305 miejscowość wymieniona jest w zlatynizowanej formie Setluk alias Czeclow.

## Historia
Rejon wsi zamieszkany był już w I w. p.n.e. (tzw. kultura pomorska). Powstanie wsi datuje się na początek XIII w. W 1418 r. właścicielami byli bracia Konrad i Hans von Dobirswicz, w 1446 r. Kaspar von Kottwitz. Kolejnym właścicielem była rodzina von Stentech. W 1578 r. właścicielem był Ernest von Unruh. W XIX w część wsi należała do Bernharda Lehwaldta z pobliskiego Czciradza, natomiast druga część tzw. Dolna, do rodziny Strempel z pobliskich Drwalewic. Ostatnimi właścicielami przed wybuchem II wojny światowej byli Johann Reitsch (Sokołów Górny i Środkowy) oraz Eberhard von Kalkreuth (Sokołów Dolny).

## Demografia
Liczba mieszkańców wsi w poszczególnych latach:
| Rok  | Liczba mieszkańców |
| ---- | ------------------ |
| 1998 | 145                |
| 2002 | 151                |
| 2009 | 155                |
| 2011 | 152                |
| 2021 | 158                |

Od 1998 do 2021 roku ilość mieszkańców Sokołowa zwiększyła się o 9%.